# گودیرز بار (کالیفرنیا)
گودیرز بار (به انگلیسی: Goodyears Bar) یک منطقهٔ مسکونی در ایالات متحده آمریکا است که در شهرستان سیرا، کالیفرنیا واقع شده‌است. گودیرز بار ۵٫۳۵۲ کیلومتر مربع مساحت و ۶۸ نفر جمعیت دارد و ۸۱۵٫۰۵ متر بالاتر از سطح دریا واقع شده‌است.